# Epopella plicata
Epopella plicata är en kräftdjursart som först beskrevs av Gray 1843.  Epopella plicata ingår i släktet Epopella och familjen Tetraclitidae. Inga underarter finns listade i Catalogue of Life.